# Seznam čilenskih pesnikov
Seznam čilenskih pesnikov.

## B
- Roberto Bolaño

## H
- Vicente Huidobro -

## M
- Gabriela Mistral -

## N
- Pablo Neruda -

## O
- Pedro de Oña -

## P
- Nicanor Parra Sandoval (1914-2018)

## R
- Pablo de Rokha - David Rosenmann-Taub -

## Z
- Raúl Zurita -